# Kull schay’
Die arabischsprachige Wochenzeitschrift Kull schay’ (arabisch كل شىء, DMG Kull šayʾ ‚Alles‘) erschien erstmals 1925 in Kairo. Insgesamt erschienen 105 Ausgaben in drei Jahrgängen. Als Redakteur der Zeitschrift fungierte der berühmte Journalist, Denker und Literat Salama Musa. 1927 wurde Kull shay mit der Zeitschrift al-ʿĀlam zur Zeitschrift Kull šayʾ wa-l-ʿālam zusammengelegt.